# یوهان گوتلیب گاهن
یوهان گوتلیب گاهن (انگلیسی: Johan Gottlieb Gahn؛ زاده ۱۹ اوت ۱۷۴۵ درگذشته ۸ دسامبر ۱۸۱۸) یک دانشمند در زمینه شیمی اهل سوئد بود.
او برای نخستین بار در سال ۱۷۷۴، منگنز را به صورت ناخالص جداسازی کرد.